# 한국회화 (단체)
한국화회(韓國畵繪)는 1968년 3월에 창립된 단체이다. 주로 서울대학교 미술대학 출신의 30대 동양화가들이 주축을 이루었다. 서양화와 상대적인 의미에서 동양화를 국화(國畵)라고 주장하고 발족, 전통적인 동양수묵화에서 극단의 추상화 경향을 띤 작품에 이르기까지 다양한 작가들로 구성되었다. 1971년 제5회전을 가졌다. 창립회원은 김원세, 김금출, 강영봉, 신영상, 송영방, 이용자, 이규선, 장상선, 정치환, 정탁영, 정순일, 정상원, 정영조, 정금희, 최종인, 홍정희이다.